# CROSS MORNING SHOW GOOD MORNING DMD
『CROSS MORNING SHOW GOOD MORNING DMD』（クロス・モーニング・ショー・グッド・モーニング・ディーエムディー）は、CROSS FMで放送されていたラジオ番組。愛称はDMD（後述）。放送期間は2003年3月31日-2004年4月2日。放送時間は毎週月-金曜日7:00-12:00。北九州本社第1スタジオから生放送された。

## 概要
- 2003年、開局10周年を迎えたCROSS FMの改編により、6年間に亘って放送されていたDIGITAL MORNING DRIVEをバージョンアップし、再スタート。
- 午前中の忙しい時間帯を心地よくアップな気分にさせ、ウィークデーの1日を笑顔でスタートできるエンターテイメントプログラム。
- 番組審議会でもお墨付きをもらうほどの名番組であったが、「ウエイクアップコール」で女性リスナーのスリーサイズを聞くことに対して「朝の番組にはふさわしくない」「女性のスリーサイズを聞くのはいかがなものか」とクレームがつけられることもあった。
- 前番組「DIGITAL MORNING DRIVE」の愛称が「DMD」だったため、この番組でも引き続き「DMD」と呼ばれリスナーから親しまれた。

## ナビゲーター
- TOGGY

## 主なコーナー
- ウェイクアップコール （7時台に3回程度放送）
- DMDニュース （2年目までは7:05頃、3年目以降はオープニングの中で）
- DMDスポーツ （7:20頃）
- TIME FOR ACTION （7:25-7:40）
- OH! HAWKS TOWN (7:45-8:00)
- DMD POSITIVE HOROSCOPE（8:00頃）
- DMD ENTERTAINMENT（8:15頃）
- DEEP PSYCHOLOGY（8:20頃）
- TOGGY'S BIRTHDAY CALL（8:40頃）
- NIPPON STEEL LINE TO LINE （9:10-9:40）
- DMDチェック（不定期）
ここまでの各コーナーは「DIGITAL MORNING DRIVE」を参照。
- ムジカ DE クイズ （毎週月曜日のみ 10:20頃）
「クイズで音楽」の意のとおり、音楽クイズ。答えの分かったリスナーを電話で募集し、電話で答えてもらい当たったリスナーにプレゼントを贈った。違う3曲を同時に放送してその3曲の曲名と演奏者名を答えてもらう「スリーソングクイズ」がよく放送された。
- 奥様はブルジョワ？ （毎週火曜日のみ 10:20頃）
「ウェイクアップコール」の変形版。主婦のリスナーに電話で登場してもらい、その生活の極上さを自慢してもらう。
- クイズ 男と女 （毎週金曜日のみ 10:20頃）
男女2人のリスナーに電話で登場してもらい、リスナー対ナビゲーターの対戦形式で音楽クイズ3問に挑戦してもらう。リスナー側が勝った場合、ナビゲーターが自費で3,000円ずつの商品券をプレゼントする。
- タイムアタック （10:45頃）
元ネタは「クイズタイムショック」。1分間に10問の問題に次々に答え、間違った時点で終了。1問目は必ず「TOGGYさん」が正解となる問題が出題され、10問全問正解すると「ハワイ旅行」がプレゼントされる（事になっている）。
- DMD WAITING BAR（11:10頃）
ゲストとの対談コーナー。スタジオを「リストランテ DMD」で空席を待っている人たちが集まるバーと仮想し、ゲストに飲み物を提供、リクエスト曲にも応える。